# Kanton Pouilly-sur-Loire
Pouilly-sur-Loire is een kanton van het Franse departement Nièvre. Het kanton maakt deel uit van het arrondissement Cosne-Cours-sur-Loire.

## Gemeenten
Het kanton Pouilly-sur-Loire omvatte tot 2014 de volgende 11 gemeenten:
- Bulcy
- Garchy
- Mesves-sur-Loire
- Pouilly-sur-Loire (hoofdplaats)
- Saint-Andelain
- Saint-Laurent-l'Abbaye
- Saint-Martin-sur-Nohain
- Saint-Quentin-sur-Nohain
- Suilly-la-Tour
- Tracy-sur-Loire
- Vielmanay

Door de herindeling van de kantons bij decreet van 18 februari 2014, met uitwerking op 22 maart 2015, werd het kanton uitgebreid met volgende 18 gemeenten :
- Annay
- Arquian
- Bitry
- Bouhy
- Cessy-les-Bois
- Châteauneuf-Val-de-Bargis
- Ciez
- Colméry
- Couloutre
- Dampierre-sous-Bouhy
- Donzy
- Menestreau
- Neuvy-sur-Loire
- Perroy
- Saint-Amand-en-Puisaye
- Saint-Malo-en-Donziois
- Saint-Vérain
- Sainte-Colombe-des-Bois